# Baltic cable

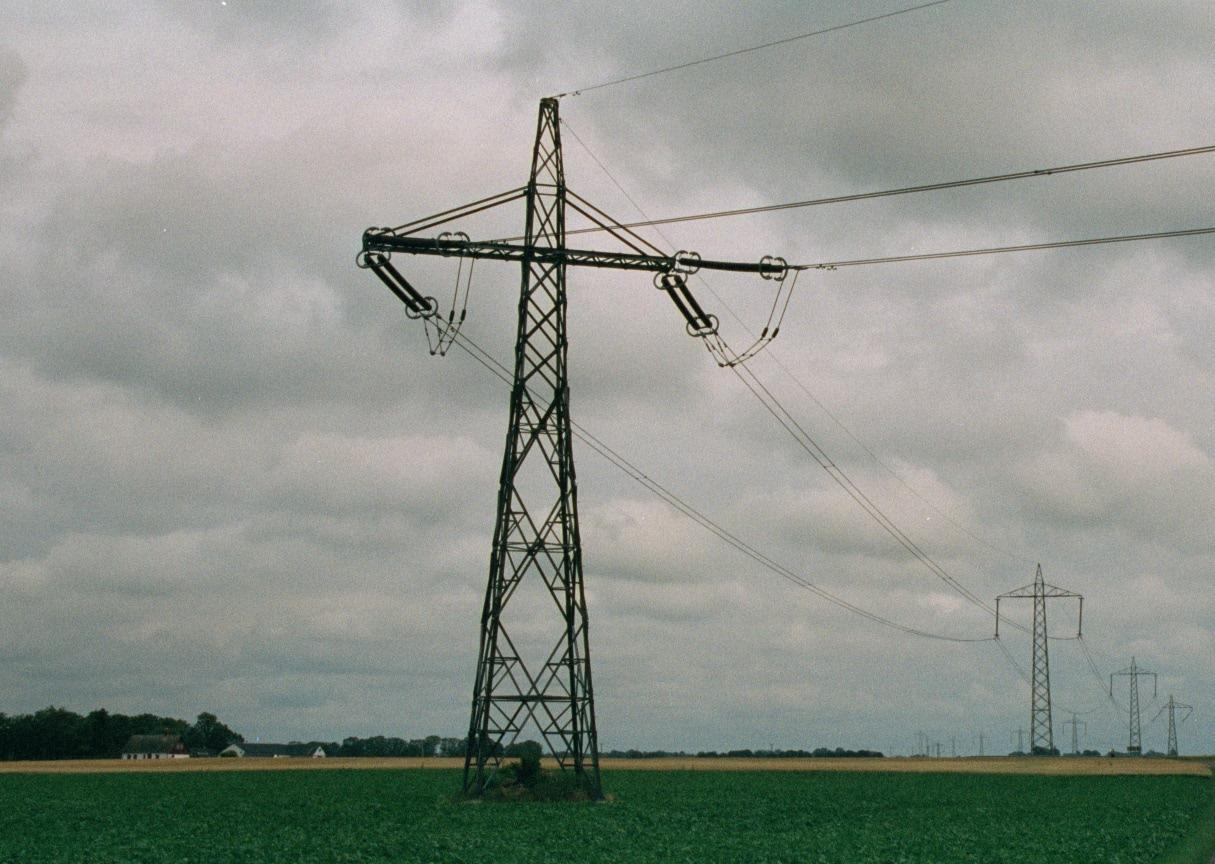
Kraftledning för 450 kV likspänning till havskabeln

Baltic cable är en havskabel för högspänd likström, som länkar ihop kraftnäten i  Sverige och Tyskland. Den ägs till 100 % av Statkraft och ligger på Östersjöns botten med landfästena i Trelleborg och Lübeck-Herrenwyk.
Kabeln har endast en ledare – returströmmen går genom vattnet – och spänningen är 450 kV, den högsta arbetsspänningen för någon kraftöverföring i Tyskland. Den nominella överföringskapaciteten är 600 MW. Den totala projektkostnaden var 2 miljarder SEK, och länken kom i bruk december 1994. Med en längd av 250 km, var den den näst längsta högspänningskabeln i världen, tills Basslink(en) i Australien kom i bruk 2006.